# Robert Bárány
Róbert Bárány (Beč, 22. travnja 1876. – 8. travnja 1936.), austrijski liječnik mađarsko-židovskog porijekla. Za svoj rad u području fiziologije i patologije vestibularnog aparata uha dobio je 1914. g. Nobelovu nagradu za fiziologiju ili medicinu.

## Životopis
Bárány je rođen u Beču, gdje je i pohađao medicinsku školu. Diplomirao je 1900.g.
Kao liječnik u Beču, Bárány je uštrcavo tekućinu u unutarnje uho bolesnika kako bi olakšao bolesnikove vrtoglavice. Ako je tekućina bila prehladna bolesnik je doživljavao vrtoglavice i nistagmus. Bárány je zagrijao tekućinu, što je kod bolesnika uzrokovalo nistagmus u suprotnom smjeru.
Bárány je pretpostavio da endolimfa tone kada je hladno i uzdiže se kada je toplo i stoga smjer toka endolimfe uzrokuje proprioceptivni signal vestibularnom organu. 
Zapažanje je nastavio serijom eksperimenata na kako je on nazvao kalorijskoj reakciji. Istraživanja koja su proizašla iz njegovih zapažanja omogućila su kirurško liječenje bolesti verstibularnog organa. Bárány je još istraživao ostale vidove kontrole ekvilibrija, uključujući i fukcije malog mozga.
Za vrijeme prvog svjetskog rata služio je u austrijskoj vojsci kao kirurg i zarobila ga je ruska vojska. Kada je dobio Nobelovu nagradu bio je u ruskom kampu za ratne zarobljenike. Pušten je 1916. nakon nekoliko diplomatskih pregovora između Rusije, Crvenog križa i švedskog princa Carla. 1916. primio je svoju nagradu i od 1917. do svoje smrti bio je profesor na Sveučilištu u Uppsali.

## Vanjske poveznice
- Robert Bárány – Životopis na Nobelprize.org